# FU Большого Пса
FU Большого Пса (лат. FU Canis Majoris), HD 52437 — двойная звезда в созвездии Большого Пса на расстоянии (вычисленном из значения параллакса) приблизительно 2104 световых лет (около 645 парсеков) от Солнца. Видимая звёздная величина звезды — от +6,6m до +6,48m.

## Характеристики
Первый компонент — бело-голубая переменная Be-звезда (BE) спектрального класса B3Vnn.